# Leptothorax desertorum
Leptothorax desertorum är en myrart som först beskrevs av Gennady M. Dlussky och Soyunov 1988.  Leptothorax desertorum ingår i släktet smalmyror, och familjen myror. Inga underarter finns listade i Catalogue of Life.